# Colmenar Viejo
Colmenar Viejo est une ville d'environ 50 000 habitants de la communauté de Madrid en Espagne, située à 30 km au nord de Madrid.

## Nom
L'origine du toponyme est incertaine. Selon une hypothèse, les origines du nom de la localité remontent à bien des siècles ; elle était alors le lieu de passage des voyageurs qui allaient de Alcalá de Henares à Ségovie. Un vieil apiculteur vivant dans les environs commença à leur offrir le gîte. Avec le temps, certains choisirent de s'installer en ce lieu, formant ainsi un village qui prit le nom de « el colmenar del viejo », soit en français « le rucher du vieux », qui évolua en Colmenar Viejo.

## Démographie
Jusqu'aux années 1970, la croissance démographique était normale, sans grand mouvement migratoire. À partir du recensement de 1998, on observe une croissance annuelle supérieure à 3 %.
Dans la première décennie du XXIe siècle, la ville subit une croissance du fait des plans d'urbanisme expansionnistes, qui absorbent les habitants d'autres communes (en particulier de la capitale). Des milliers de logements furent construits pour accommoder la croissance future.
| Évolution démographique de Colmenar Viejo entre 1900 et 2018                                 |
| -------------------------------------------------------------------------------------------- |
|                                                                                              |
|                                                                                              |
| Graphique élaboré par Wikipedia d'après les données de l'INE-2010.                           |
| (*) Tres Cantos commence à se développer vers 1981 et est séparée de Colmenar Viejo en 1991. |

Le recensement de 2009 fait état de 7 610 étrangers résidant à Colmenar Viejo (soit 17,4 % de la population), parmi lesquels :
- 1 817 Équatoriens (4,2 %)
- 1 461 Roumains (3,2 %)
- 1 186 Marocains (2,7 %)

## Géographie

### Climat
| Mois                                            | jan.     | fév.      | mars      | avril     | mai       | juin      | jui.      | août      | sep.      | oct.      | nov.      | déc.      | année |
| ----------------------------------------------- | -------- | --------- | --------- | --------- | --------- | --------- | --------- | --------- | --------- | --------- | --------- | --------- | ----- |
| Température minimale moyenne (°C)               | 1,6      | 2,5       | 4,7       | 5,7       | 9,6       | 14,1      | 17,4      | 17,6      | 13,8      | 9,4       | 4,9       | 2,5       | 8,6   |
| Température maximale moyenne (°C)               | 8        | 10        | 13,9      | 15,2      | 20        | 26        | 30        | 29,7      | 24,3      | 17,4      | 11,7      | 8,7       | 17,9  |
| Record de froid (°C) date du record             | −10 1978 | −8,1 1983 | −7 2005   | −4,5 1978 | −3 1978   | 3 1978    | 6 1980    | 6,9 1993  | 3,6 1994  | 0 1991    | −6 1988   | −9 2001   |       |
| Record de chaleur (°C) date du record           | 18 1980  | 20,3 2011 | 25 1988   | 28 1987   | 32,2 2001 | 36 2015   | 38 1979   | 40 1987   | 36 1987   | 29 2011   | 22 1985   | 19,5 1979 |       |
| Nombre de jours avec gel                        | 9,2      | 6,7       | 3         | 1,5       | 0,1       | 0         | 0         | 0         | 0         | 0         | 2,2       | 6,6       | 29,2  |
| Record de vent (km/h) date du record            | 106      | 109 2015  | 109 2007  | 117 1990  | 95 2010   | 100 2005  | 84 1994   | 84 1995   | 79 1992   | 93 2003   | 107 2001  | 104 1990  |       |
| Précipitations (mm)                             | 52       | 41        | 36        | 52        | 57        | 28        | 14        | 16        | 36        | 76        | 78        | 68        | 537   |
| Record de pluie en 24 h (mm) date du record     | 45 1987  | 37,3 1979 | 29,3 2000 | 45,2 2008 | 40,3      | 45,1 1992 | 29,8 1986 | 86,8 2003 | 59,5 1990 | 47,9 2006 | 65,7 1997 | 50,6      |       |
| dont nombre de jours avec précipitations ≥ 1 mm | 5,7      | 5,3       | 5         | 6,7       | 7,6       | 3,5       | 1,9       | 1,8       | 4         | 7,4       | 7,2       | 7,5       | 62,5  |
| Humidité relative (%)                           | 77       | 70        | 61        | 60        | 58        | 48        | 40        | 42        | 54        | 70        | 75        | 78        | 61    |
| Nombre de jours avec neige                      | 3,1      | 3         | 1,4       | 0,7       | 0         | 0         | 0         | 0         | 0         | 0         | 0,8       | 1,9       | 11,4  |
| Nombre de jours d'orage                         | 0        | 0,1       | 0,4       | 1         | 2,4       | 2,7       | 2,1       | 2,4       | 2,1       | 0,8       | 0,1       | 0,1       | 14,7  |
| Nombre de jours avec brouillard                 | 8,1      | 5         | 3,1       | 3         | 1,6       | 0,5       | 0,4       | 0,3       | 2         | 5,2       | 6,2       | 9,8       | 46    |

### Emplacement
Le territoire communal de Colmenar Viejo fait 182,6 km2 ; c'est, en superficie, le troisième territoire de la communauté de Madrid après Madrid et Aranjuez.
La ville se situe à proximité de la sierra de Guadarrama, sur le chemin entre le Nord et le Sud de l'Espagne. Avec les siècles, l'exploitation traditionnelle du granite a modifié le paysage. Avec l'aplanissement du terrain et l'exploitation du bétail (principalement bovin et hippique), la dehesa a progressivement gagné en importance.
Une grande partie du territoire de Colmenar Viejo se situe dans le parc régional du haut bassin de la rivière Manzanares et certaines zones sont par conséquent protégées. La dehesa de Navalvillar (1072 ha) est protégée par arrêté municipal car elle possède, de par son emplacement, une grande diversité de faune et de flore, sans toutefois appartenir au parc régional.
Colmenar Viejo est limitrophe de Madrid, Hoyo de Manzanares, Moralzarzal, Manzanares el Real, Soto del Real, Miraflores de la Sierra, Guadalix de la Sierra, Pedrezuela, San Agustín de Guadalix, Algete, San Sebastián de los Reyes et Tres Cantos. Au sud, la frontière avec Madrid se trouve sur le mont du Pardo et celle avec Tres Cantos à Soto de Viñuelas.
Tres Cantos faisait partie du territoire de Colmenar Viejo jusqu'au 22 mars 1991.

## Activités
L'état-major des Forces aéromobiles de l'Armée de terre espagnole se situe dans la commune.

## Personnalités
- Manuel José Rubio y Salinas (1703-1765), né à Colmenar Viejo, Archevêque de Mexico de 1748 à 1765.
- José Cubero Sánchez (1964-1985), matador espagnol, mort dans les arènes de la ville, le 30 août 1985.
- Eva Nogales (1965-), biophysicienne, y est née.